# Adam Aznou
Adam Aznou Ben Cheikh (arabsky: أدم أزنو بن الشيخ) (* 2. června 2006) je marocký profesionální fotbalista, který hraje na pozici obránce za anglický klub Everton FC. Narodil se ve Španělsku, ale hraje za marocký národní tým.

## Mládí
Aznou se narodil v Barceloně ve Španělsku marockým rodičům.

## Klubová kariéra

### Počátky kariéry
Aznou zahájil svou kariéru v klubu Damm, než v roce 2019 přešel do akademie La Masia.

### Bayern Mnichov
V létě 2022, po údajném odmítnutí několika klubů po celé Evropě, podepsal Aznou smlouvu s německým klubem Bayern Mnichov. V březnu 2023 trénoval s prvním týmem Bayernu poprvé.
Aznou obdržel svou první nominaci do prvního týmu Bayernu Mnichov 27. ledna 2024, kdy strávil během utkání Bundesligy na lavičce celý zápas, který skončil venkovní výhrou 3:2 nad FC Augsburg.
Dne 19. února 2024 debutoval profesionálně za Bayern Mnichov II v domácím zápase Regionalliga Bayern, kde jeho tým prohrál 0:1 s Greuther Fürth II, v tomto zápase nastoupil v základní sestavě. Později téhož roku, 15. května, podepsal svou první profesionální smlouvu s Bayernem Mnichov až do roku 2027.
Dne 2. listopadu 2024, Aznou debutoval za Bayern, když vystřídal Alphonsa Daviese při domácím bundesligovém vítězství 3:0 nad Unionem Berlín.
Aznou absolvoval svůj debut v Lize mistrů UEFA během šestého zápasu Bayernu ve skupinové fázi dne 10. prosince 2024, v utkání, ve kterém vyhráli venku 5:1 nad Šachtarem Doněck, když na hřišti nahradil Konrada Laimera.

#### Hostování ve Valladolidu
Dne 3. února 2025 byl Aznou na zbytek sezóny 2024/25 zapůjčen do španělského klubu Real Valladolid.

### Everton
Dne 29. července 2025 podepsal Aznou smlouvu s anglickým klubem Everton FC za poplatek ve výši 9 milionů eur.

## Reprezentační kariéra
Aznou byl na mezinárodní úrovni způsobilý reprezentovat jak Maroko, tak Španělsko. Reprezentoval Maroko v kategorii do 15 let, než přešel ke Španělsku, za které hrál v kategorii do 16 a do 17 let.
V březnu 2023 se Aznou rozhodl na seniorské úrovni reprezentovat Maroko. V srpnu 2024 obdržel Aznou svou první pozvánku do seniorské reprezentace Maroka na kvalifikační zápasy na Africký pohár národů 2025 proti Gabonu a Lesothu, které se konaly 6. a 9. září 2024. Debutoval proti druhému týmu na Adrar Stadium.

## Statistiky

### Klubové
Platí k zápasu hranému 15. června 2025.
| Klub                   | Sezóna            | Liga                | Liga   | Liga | Národní pohár | Národní pohár | Kontinentální | Kontinentální | Ostatní | Ostatní | Celkově | Celkově |
| Klub                   | Sezóna            | Soutěž              | Zápasy | Góly | Zápasy        | Góly          | Zápasy        | Góly          | Zápasy  | Góly    | Zápasy  | Góly    |
| ---------------------- | ----------------- | ------------------- | ------ | ---- | ------------- | ------------- | ------------- | ------------- | ------- | ------- | ------- | ------- |
| Bayern Mnichov II      | 2023/24           | Regionalliga Bayern | 11     | 0    | —             | —             | —             | —             | —       | —       | 11      | 0       |
| Bayern Mnichov II      | 2024/25           | Regionalliga Bayern | 7      | 0    | —             | —             | —             | —             | —       | —       | 7       | 0       |
| Bayern Mnichov II      | Celkově           | Celkově             | 18     | 0    | —             | —             | —             | —             | —       | —       | 18      | 0       |
| Bayern Mnichov         | 2023/24           | Bundesliga          | 0      | 0    | 0             | 0             | 0             | 0             | 0       | 0       | 0       | 0       |
| Bayern Mnichov         | 2024/25           | Bundesliga          | 2      | 0    | 0             | 0             | 1             | 0             | 1       | 0       | 4       | 0       |
| Bayern Mnichov         | Celkově           | Celkově             | 2      | 0    | 0             | 0             | 1             | 0             | 1       | 0       | 4       | 0       |
| Valladolid (hostování) | 2024/25           | La Liga             | 13     | 0    | —             | —             | —             | —             | —       | —       | 13      | 0       |
| Valladolid (hostování) | Celkově           | Celkově             | 13     | 0    | —             | —             | —             | —             | 0       | 0       | 13      | 0       |
| Celkově v kariéře      | Celkově v kariéře | Celkově v kariéře   | 33     | 0    | 0             | 0             | 1             | 0             | 1       | 0       | 35      | 0       |

### Reprezentační
Platí k zápasu hranému 18. listopadu 2024.
| Národní tým | Rok     | Zápasy | Góly |
| ----------- | ------- | ------ | ---- |
| Maroko      | 2024    | 3      | 0    |
| Celkově     | Celkově | 3      | 0    |